# Gustav Ernst Leube

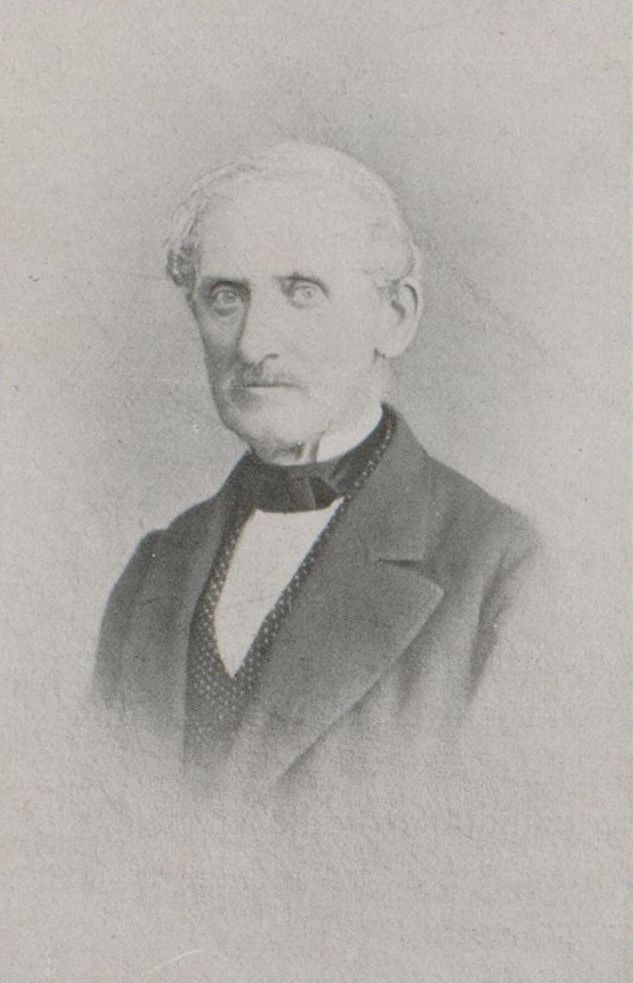
Gustav Leube

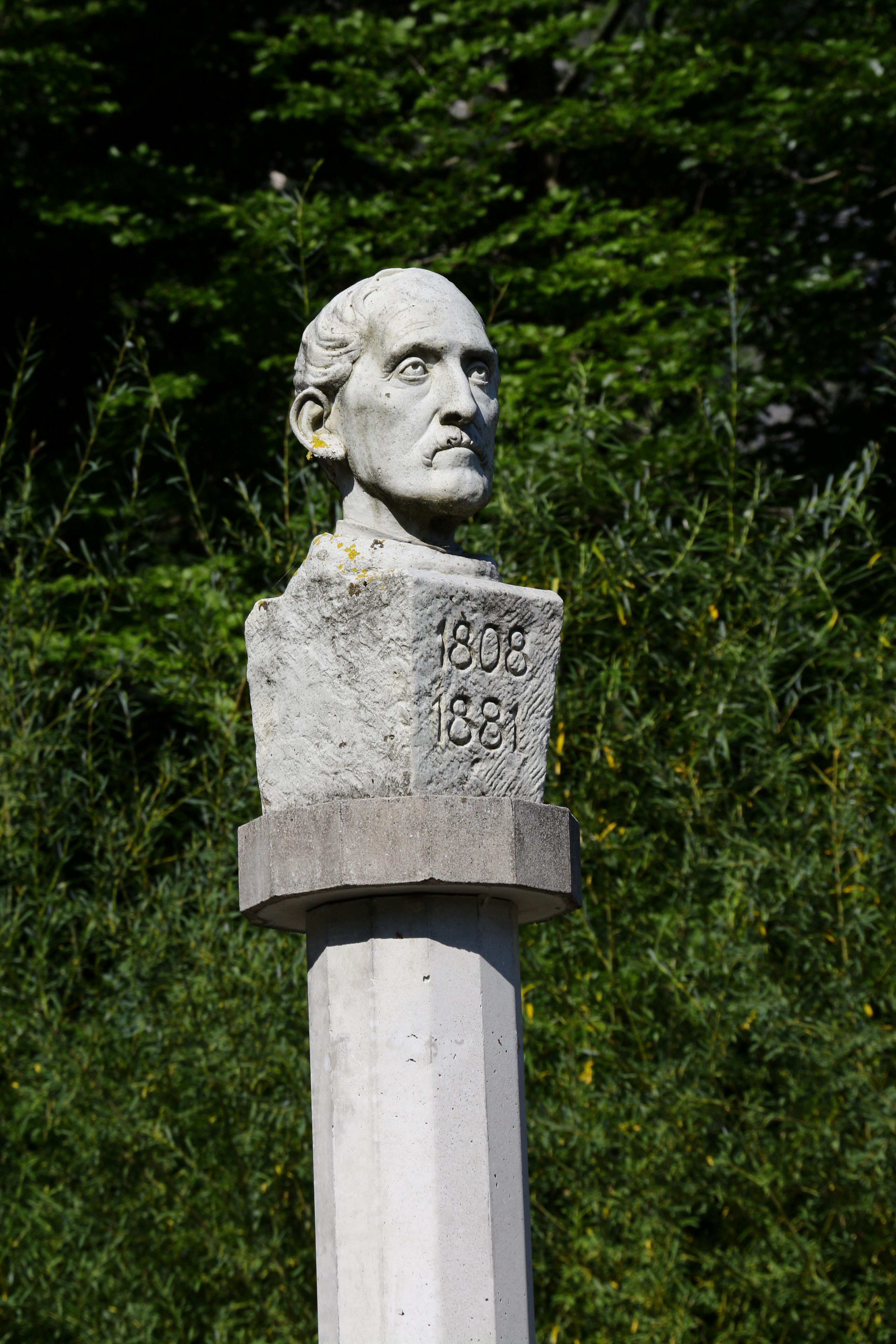
Büste von Gustav Ernst Leube im Leube Skulpturenweg

Gustav Ernst Leube (* 23. Mai 1808 in Ulm; † 15. November 1881 in Ulm) war Apotheker der Kronenapotheke in Ulm, der sich nebenbei mit experimenteller Chemie und Mineralogie beschäftigte. Er entdeckte ab 1835 die Kunst der Herstellung von Zement wieder. Dieses Wissen war seit der Spätantike vergessenen worden. Dies gelang ihm durch die Gewinnung von Kalkmergel und er gründete 1838 zusammen mit seinen Brüdern die erste Zementfabrik Deutschlands.

## Werdegang
Im Jahre 1822 begann Gustav Ernst als 14-Jähriger eine Apothekerlehre in Heidelberg. Ab dem dritten Lehrjahr besuchte er an der Universität Vorlesungen über Chemie und Pharmazie. 1828 kehrte er nach bestandenem Examen als Apothekergehilfe in die Apotheke seines Onkels Christoph Jakob Faulhaber nach Ulm zurück.
Im Jahr 1829 ging Gustav Ernst nach Tübingen, um seine „Staatsprüfung in der Apothekerkunst“ abzulegen. Nach mehr als zwei Semestern legte er hier sein Staatsexamen in Pharmazie ab und war nun als geprüfter Apotheker berechtigt, eine Apotheke zu leiten. Er setzte jedoch 1830 seine Studien an der Bergakademie Freiberg in Sachsen in den Fachgebieten Chemie und Mineralogie fort. Im Jahre 1832 übernahm er dann die Kronen-Apotheke seines Onkels in Ulm.
Zu dieser Zeit war auch in Deutschland bereits das Herstellungsverfahren von „Cement“ bekannt, nur nicht die Gewinnung des notwendigen Kalkmergels. Gustav Ernst unternahm viele Exkursionen in seiner schwäbischen Heimat und erkannte bald den Nutzen von Albgestein zur Gewinnung des Kalkmergels. Er gewann den Kalkmergel anfänglich aus dem Blautal auf der Schwäbischen Alb, später aus Mergelsteinbrüchen in Gartenau (heutiges St. Leonhard) bei Salzburg.
Im Jahr 1839 erhielt er aufgrund seiner Beiträge zur Kunde des Jura- und Süßwasser-Kalkes, insbesondere der jüngsten Süßwasserkreide den Doktortitel der Philosophie und den Magister der Künste von der Philosophischen Fakultät der Universität Tübingen verliehen. Damit war er der erste Apotheker in Baden-Württemberg, dem ein Doktortitel verliehen wurde. Schon 1838 gründete er mit seinen Brüdern Wilhelm Leube und Julius Leube die erste Zementfabrik in Deutschland, die „Gebrüder Leube“ in Ulm und entwickelte die fabrikmäßige Herstellung des „hydraulischen Kalks“. Bereits ein Jahr später, 1839, wurde die Anlage mit einem Brennofen und ein Stampfwerk mit zwei Mahlgängen in Betrieb genommen.
Anfangs musste das neue Produkt Zement erst in den Markt eingeführt werden, doch die Vorteile dieses Baustoffes überzeugten schnell. Bereits im Jahre 1843 lieferten die „Gebrüder Leube“ den Ulmer Zement bis nach Wien, später bis Prag. 1854 wurde der Firma die Goldene Medaille für Kunst und Wissenschaft vom König von Württemberg verliehen. 1855 bekamen die Gebrüder Leube eine Goldmedaille bei der Gewerbeausstellung in Paris überreicht.
Im Jahr 1860 kaufte Leube das hoch über dem Blautal liegende Schloss Klingenstein, wo vor allem seine Frau Auguste und die vier (überlebenden von acht) Kinder des Ehepaares sich gerne in den Sommermonaten aufhielten. Das Gebäude ist bis heute noch im Familienbesitz. 1877 trat Leube dem Verein Deutscher Ingenieure (VDI) mit der Gründung des Württembergischen Bezirksvereins des VDI bei.
1864 expandierte die Firma nach Österreich und übernahm eine bestehende Zementfabrik mit Mergelsteinbrüchen in Gartenau. Dazu erwarb Leube auch das Schloss Gartenau. Über die Jahre nahm die heimische Konkurrenz so stark zu, dass zu Beginn der 1880er Jahre der Firmensitz nach Gartenau verlegt wurde. Hier existiert die Firma bis heute unter dem Namen Leube Baustoffe GmbH als ältestes bestehendes Zementwerkunternehmen der Welt in Familienbesitz. 2014 wurde die Firma in eine Aktiengesellschaft überführt und trägt den Namen Leube AG.
Im Juni 2013 wurde anlässlich des 175-jährigen Firmenjubiläums der nach Plänen der Salzburger Architekten Christine und Horst Lechner angelegte „Leube Skulpturenweg“ in St. Leonhard bei Salzburg eröffnet. Der Skulpturenweg dient als Denkmal für den Firmengründer. In der Stadt Blaustein wurde eine Förderschule nach Gustav Leube benannt.

## Familie
Leube heiratete in Ulm am 2. August 1832 Auguste Dieterich. Acht Kinder entstanden in dieser Ehe, von welchen vier das Erwachsenenalter erreichten:
- Auguste Leube, geb. Ulm 7. Mai 1833, † Ulm 14. Oktober 1906, ⚭ Ulm 25. September 1855 Carl Ludwig Schall
- Luise Leube, geb. Ulm 22. Juli 1834, † Ulm August 1834
- Gustav Leube, geb. Ulm 10. April 1836, † Ulm 5. Dezember 1913, Dr. phil., Apotheker und Zementfabrikant in Ulm, Gründer des Stadtmuseums Ulm, im Vorstand des Gewerbemuseums Ulm
- Marie Luise Leube, geb. Ulm 21. Januar 1839, † Ulm März 1839
- Helene Leube, geb. Ulm 5. Juni 1841, † Stuttgart 30. Dezember 1910, ⚭ Ulm 11. Mai 1863 Karl (von) Stoll, Dr. med. (geb. Stuttgart 15. Februar 1828, † Stuttgart 11. Januar 1913, Generalarzt 2. Klasse, 1880 Divisionsarzt bei der 26. Division, 1891 a. D., Stifter der Martin-Luther-Skulptur im Ulmer Münster (1903), Sohn des Karl Stoll, Dr. med., Hofrat, Chefarzt des Katharinenspitals in Stuttgart, und der Ernestine Naschold)
- Eduard Leube, geb. Ulm 15. April 1843, † Ulm 23. August 1857
- Ottilie Leube, geb. Ulm 6. September 1845, † Ulm 14. Januar 1914, ⚭ 29. Mai 1865 Carl Gustav Schall
- Adolf Leube, geb. Ulm 25. März 1850, † Ulm 2. Juni 1850

## Schriften (Auswahl)
- mit Wilhelm Leube: Untersuchungen über das mineralische Material der Umgegend von Ulm in Betreff seiner Verwendbarkeit für Bauzwecke und insbesondere seiner Bedeutung für den Festungsbau. Kübling, Ulm 1843 (Digitalisat).